# Sara Fattahi
Sara Fattahi (* 1983 in Damaskus) ist eine syrisch-österreichische Filmregisseurin, Drehbuchautorin und Produzentin. Ihre Arbeiten beschäftigen sich mit Trauma, Kriegserfahrungen, Exil und weiblicher Perspektive. Fattahi lebt und arbeitet in Wien.

## Leben und Ausbildung
Sara Fattahi wurde 1983 in Damaskus, Syrien, geboren. Sie studierte Jura an der Universität Damaskus und graduierte anschließend am Fine Art Institute Damascus. In Syrien arbeitete sie als Storyboard Artist, Animatorin (u. a. für Al Jazeera Kids und Spacetoon) und Art Director für Seifenopern. Seit 2010 ist sie als unabhängige Filmemacherin und Produzentin tätig. 2015 emigrierte sie nach Österreich und lebt seither in Wien.

## Werk
Sara Fattahis Arbeiten gelten als poetisch, introspektiv und formal unkonventionell. Ihr Film Coma (2015) wurde mit Familienmitgliedern in Damaskus während des Syrienkriegs gedreht. Der Film wurde auf internationalen Festivals gezeigt und mehrfach ausgezeichnet.
2019 feierte ihr Film Chaos bei der Diagonale in Graz Premiere und gewann dort den Großen Diagonale-Preis als bester österreichischer Spielfilm. Der essayistische Film verhandelt die Lebensrealität dreier Frauen aus Damaskus, die sich im Exil befinden, darunter auch die Regisseurin selbst. Bei den Internationalen Filmfestspielen von Locarno wurde der Film mit dem Goldenen Leoparden in der Sektion „Cineasti del Presente“ ausgezeichnet. Produziert wurde der Film von der Wiener Produktionsfirma Little Magnet Films.
2023 folgte ihr Film Anqa, der bei der Viennale lief und für seine künstlerische Montage ausgezeichnet wurde.

## Auszeichnungen (Auswahl)
- 2015: Regard Neuf Award for the Best First Feature Film (Visions du Réel) für Coma[14]
- 2019: Pardo d’oro (Locarno) für Chaos[15][16]
- 2019: Großer Diagonale-Preis für den besten Spielfilm für Chaos
- 2019: Erste Bank ExtraVALUE Film Award (Viennale) für Chaos
- 2019: Best Feature Film – Altered States Competition (Mar del Plata)
- 2023: Beste künstlerische Montage Preis der Diagonale für Anqa[17]